# Crevant (Indre)
Crevant és un municipi francès, situat al departament de l'Indre i a la regió de Centre – Vall del Loira. L'any 2007 tenia 722 habitants.

## Demografia

### Població
El 2007 la població de fet de Crevant era de 722 persones. Hi havia 328 famílies, de les quals 109 eren unipersonals (39 homes vivint sols i 70 dones vivint soles), 106 parelles sense fills, 82 parelles amb fills i 31 famílies monoparentals amb fills.
La població ha evolucionat segons el següent gràfic:
Habitants censats

### Habitatges
El 2007 hi havia 589 habitatges, 339 eren l'habitatge principal de la família, 128 eren segones residències i 122 estaven desocupats. 570 eren cases i 18 eren apartaments. Dels 339 habitatges principals, 274 estaven ocupats pels seus propietaris, 55 estaven llogats i ocupats pels llogaters i 11 estaven cedits a títol gratuït; 11 tenien una cambra, 32 en tenien dues, 60 en tenien tres, 96 en tenien quatre i 141 en tenien cinc o més. 77 habitatges disposaven pel capbaix d'una plaça de pàrquing. A 151 habitatges hi havia un automòbil i a 141 n'hi havia dos o més.

### Piràmide de població
La piràmide de població per edats i sexe el 2009 era:
| Homes | Edats   | Dones |
| ----- | ------- | ----- |
| 0     | 95 o +  | 0     |
| 4     | 90 a 94 | 0     |
| 24    | 85 a 89 | 24    |
| 16    | 80 a 84 | 8     |
| 24    | 75 a 79 | 28    |
| 44    | 70 a 74 | 20    |
| 28    | 65 a 69 | 44    |
| 24    | 60 a 64 | 24    |
| 20    | 55 a 59 | 12    |
| 44    | 50 a 54 | 20    |
| 20    | 45 a 49 | 24    |
| 20    | 40 a 44 | 32    |
| 16    | 35 a 39 | 20    |
| 20    | 30 a 34 | 8     |
| 24    | 25 a 29 | 8     |
| 24    | 20 a 24 | 8     |
| 20    | 15 a 19 | 16    |
| 8     | 10 a 14 | 24    |
| 12    | 5 a 9   | 16    |
| 0     | 0 a 4   | 4     |

## Economia
El 2007 la població en edat de treballar era de 413 persones, 275 eren actives i 138 eren inactives. De les 275 persones actives 258 estaven ocupades (142 homes i 116 dones) i 17 estaven aturades (8 homes i 9 dones). De les 138 persones inactives 76 estaven jubilades, 26 estaven estudiant i 36 estaven classificades com a «altres inactius».

### Ingressos
El 2009 a Crevant hi havia 347 unitats fiscals que integraven 741 persones, la mediana anual d'ingressos fiscals per persona era de 14.210 €.

### Activitats econòmiques
Dels 35 establiments que hi havia el 2007, 1 era d'una empresa extractiva, 1 d'una empresa alimentària, 1 d'una empresa de fabricació de material elèctric, 1 d'una empresa de fabricació d'altres productes industrials, 11 d'empreses de construcció, 7 d'empreses de comerç i reparació d'automòbils, 1 d'una empresa de transport, 2 d'empreses d'hostatgeria i restauració, 1 d'una empresa d'informació i comunicació, 1 d'una empresa immobiliària, 1 d'una empresa de serveis, 4 d'entitats de l'administració pública i 3 d'empreses classificades com a «altres activitats de serveis».
Dels 16 establiments de servei als particulars que hi havia el 2009, 1 era una oficina de correu, 1 taller de reparació d'automòbils i de material agrícola, 2 paletes, 2 guixaires pintors, 2 fusteries, 2 lampisteries, 2 electricistes, 1 perruqueria, 2 restaurants i 1 saló de bellesa.
Dels 4 establiments comercials que hi havia el 2009, 2 eren botiges de menys de 120 m², 1 una botiga de menys de 120 m² i 1 una fleca.
L'any 2000 a Crevant hi havia 55 explotacions agrícoles que ocupaven un total de 3.042 hectàrees.

## Equipaments sanitaris i escolars
El 2009 hi havia una escola elemental integrada dins d'un grup escolar amb les comunes properes formant una escola dispersa.

## Poblacions més properes
El següent diagrama mostra les poblacions més properes.